# 白鳥七瀬
白鳥 七瀬（しらとり ななせ、1977年5月10日 - ）は、日本のAV女優、元ストリッパー。
東京都出身。生年月日は1978年5月10日とする資料もあり。1990年代後半に活動した。
深夜番組『平成女学園』（テレビ東京）への出演を経て、1997年8月に『芯までLOVE ME』（アトラス）でAVデビュー。ストリップでも並行して活動していた。

## 作品
- 芯までLOVE ME（1997年8月30日、アトラス）
- 抜かないで!!（1998年3月5日）
- 奴隷花 '98（1998年3月27日、シネマジック）
- 隣の奥さんインラン性活（1998年4月7日、笠倉出版）
- 奴隷秘書 21（1998年6月12日、シネマジック）
- 汚された堕天使 6（1998年7月22日、アートビデオ）
- 百合図鑑（1998年7月31日、シネマジック）
- 性感美麗M倶楽部（1998年10月20日、アートビデオ）
- 詐欺性霊 まかふしぎ（1999年、アイディーアール）※オリジナルビデオシネマ(AVに非ず)
- GOKU美伝説（1999年4月9日、桃太郎映像）
- 鼻女倶楽部(3)（2000年12月8日）
- ザーメンスペシャル フェラチオ快楽（2001年3月23日、ワイルドサイド）
- 誰でも快感アナルSEX（2001年6月22日、リア王）
- ザーメンゴックンシリーズ第4巻（2001年7月19日、あじさい）
- フェラチシズムDeluxeI（2004年2月13日、ファイブスター）
- 人妻・若妻・美乳妻 20年史デラックス（2004年10月15日、ファイブスター）
- 若妻生肉悶え（AVL）
- おしおき 9
- 淫らな堕天使たち’99-2（アートビデオ）